# Gravesia
Gravesia es un género  de plantas fanerógamas pertenecientes a la familia Melastomataceae. Comprende 112 especies descritas y de estas, solo 109 aceptadas. Es originario de Madagascar.

## Taxonomía
El género fue descrito por Charles Victor Naudin y publicado en  Annales des Sciences Naturelles; Botanique, sér. 3 15: 333. 1851.

## Algunas especies aceptadas
A continuación se brinda un listado de las especies del género Gravesia aceptadas hasta agosto de 2015, ordenadas alfabéticamente. Para cada una se indica el nombre binomial seguido del autor, abreviado según las convenciones y usos:
- Gravesia aberrans H. Perrier
- Gravesia alata H. Perrier
- Gravesia albinervia Jum. & H. Perrier
- Gravesia ambrensis H. Perrier
- Gravesia angustifolia Cogn.
- Gravesia angustisepala H. Perrier
- Gravesia antongiliana H. Perrier
- Gravesia apiculata (Cogn.) H. Perrier
- Gravesia barbata H. Perrier
- Gravesia baronii H. Perrier
- Gravesia bertolonioides Naudin
- Gravesia biporosa H. Perrier
- Gravesia bullosa (Cogn.) H. Perrier
- Gravesia calliantha Jum. & H. Perrier
- Gravesia capitata H. Perrier
- Gravesia cauliflora H. Perrier
- Gravesia cistoides H. Perrier
- Gravesia crassicauda H. Perrier
- Gravesia decaryana H. Perrier
- Gravesia dichaetantheroides H. Perrier
- Gravesia dionychaefolia H. Perrier
- Gravesia diversifolia H. Perrier
- Gravesia ecalcarata H. Perrier
- Gravesia elongata (Cogn.) H. Perrier
- Gravesia erecta H. Perrier
- Gravesia extenta Jum. & H. Perrier
- Gravesia fulva H. Perrier
- Gravesia gabonensis Jacq.-Fél.
- Gravesia glandulosa H. Perrier
- Gravesia gunneroides H. Perrier
- Gravesia guttata (Hook.) Triana
- Gravesia hederoides H. Perrier
- Gravesia heterophylla Aug. DC.
- Gravesia hirtopetala H. Perrier
- Gravesia hispida (Baker) H. Perrier
- Gravesia humberti H. Perrier
- Gravesia humblotii Cogn.
- Gravesia hylophila (Gilg) A. Fern. & R. Fern.
- Gravesia ikongoensis H. Perrier
- Gravesia inappendiculata H. Perrier
- Gravesia jumellei H. Perrier
- Gravesia lamiana H. Perrier
- Gravesia lanceolata (Cogn.) H. Perrier
- Gravesia laxiflora (Naudin) Baill.
- Gravesia longifolia H. Perrier
- Gravesia longipes H. Perrier
- Gravesia lutea (Naudin) H. Perrier
- Gravesia macrantha Jum. & H. Perrier
- Gravesia macrophylla (Naudin) Baill.
- Gravesia macropoda (Jum. & H. Perrier) H. Perrier
- Gravesia macrosepala Jum. & H. Perrier
- Gravesia magnifolia H. Perrier
- Gravesia mangorensis Jum. & H. Perrier
- Gravesia marojejyensis Humbert
- Gravesia masoalensis Jum. & H. Perrier
- Gravesia medinilloides H. Perrier
- Gravesia microphylla (Cogn.) H. Perrier
- Gravesia minutidentata H. Perrier
- Gravesia mirabilis H. Perrier
- Gravesia nigrescens (Naudin) Baill.
- Gravesia nigro-ferruginea H. Perrier
- Gravesia oblanceolata H. Perrier
- Gravesia oblongifolia (Cogn.) H. Perrier
- Gravesia parvifolia (Aug. DC.) H. Perrier
- Gravesia pauciflora H. Perrier
- Gravesia pedunculata Triana
- Gravesia peltata H. Perrier
- Gravesia pilosula (Cogn.) Baill.
- Gravesia porphyrovalvis Baker
- Gravesia primuloides Cogn.
- Gravesia pterocaulon H. Perrier
- Gravesia pulchra (Gilg) Jacq.-Fél. ex Wickens
- Gravesia pusilla Cogn.
- Gravesia pustulosa H. Perrier
- Gravesia ramosa Jum. & H. Perrier
- Gravesia reticulata Cogn.
- Gravesia retracticauda H. Perrier
- Gravesia rienanensis H. Perrier
- Gravesia rosea (Cogn.) H. Perrier
- Gravesia rostrata H. Perrier
- Gravesia rotundifolia H. Perrier
- Gravesia rubiginosa H. Perrier
- Gravesia rubra (Jum. & H. Perrier) H. Perrier
- Gravesia rubripes (Jum. & H. Perrier) H. Perrier
- Gravesia rupicola H. Perrier
- Gravesia rutenbergiana Baill. ex Cogn.
- Gravesia sambiranensis H. Perrier
- Gravesia scandens H. Perrier
- Gravesia scripta H. Perrier
- Gravesia serpens H. Perrier
- Gravesia setifera H. Perrier
- Gravesia stipulata H. Perrier
- Gravesia subglobosa H. Perrier
- Gravesia submalvacea H. Perrier
- Gravesia subsessilifolia H. Perrier
- Gravesia succosa H. Perrier
- Gravesia tanalensis H. Perrier
- Gravesia tetramera H. Perrier
- Gravesia tetraptera (Cogn.) H. Perrier
- Gravesia thymoides (Baker) H. Perrier
- Gravesia torrentum Jum. & H. Perrier
- Gravesia tricaudata H. Perrier
- Gravesia variesetosa H. Perrier
- Gravesia velutina Jum. & H. Perrier
- Gravesia venusta H. Perrier
- Gravesia vestita (Baker) H. Perrier
- Gravesia viguieri H. Perrier
- Gravesia violacea (Jum. & H. Perrier) H. Perrier
- Gravesia viscosa H. Perrier